# Andersen-Tawil-Syndrom
Das Andersen-Tawil-Syndrom (ATS) ist eine seltene angeborene Erkrankung mit einer Kombination von wiederholt auftretender Muskellähmung, Herzrhythmusstörungen mit verändertem EKG (verlängertem QT-Intervall), Kleinwuchs, Skelettveränderungen und Gesichtsdysmorphie. Es wird als Form des Long-QT-Syndromes angesehen.
Synonyme sind: Andersen-Syndrom; LQT7; Long-QT-Syndrom Typ 7; veraltet: englisch Andersen cardiodysrhythmic periodic paralysis; Periodic paralysis, potassium-sensitive cardiodysrhythmic type
Die Erstbeschreibung stammt aus dem Jahre 1971 durch die dänischen Ärzte Ellen Damgaard Andersen, Peter A. Krasilnikoff und Hans Overvad.
Die Namensbezeichnung bezieht sich auf Rabi Tawil und Mitarbeiter.
Die Krankheit ist nicht zu verwechseln mit dem Morbus Andersen, einer Glykogenspeicherkrankheit.

## Verbreitung
Die Häufigkeit wird auf 1 zu 1.000.000 geschätzt, die Vererbung erfolgt autosomal-dominant.

## Ursache
Der Erkrankung liegen bei etwa 60 % Mutationen im KCNJ2-Gen auf Chromosom 17 Genort q24.3 zugrunde, welches für die Alpha-Untereinheit des Kaliumkanals Kir2.1 kodiert.
Mutationen in diesem Gen sind auch anzutreffen beim Familiären Vorhofflimmern und beim Short-QT-Syndrom.

## Klinische Erscheinungen
Klinische Kriterien sind:
- Rhythmusstörungen mit Neigung zum plötzlichen Herztod
- Kleinwuchs
- Skoliose
- Gesichtsdysmorphie wie tiefsitzende Ohren, Hypertelorismus, breite Nasenwurzel, Mikrognathie
- weitere Skelettveränderungen wie Klinodaktylie, Brachydaktylie und Syndaktylie
- wiederholt auftretende Muskellähmung

## Diagnose
Die Diagnose ergibt sich aus der Kombination klinischer und kardiologischer Befunde.

## Therapie
Die medikamentöse Behandlung muss individuell eingestellt werden, eventuell ist ein Implantierbarer Kardioverter-Defibrillator (ICD) notwendig.